# Stiftsdechant
Der Stiftsdechant (auch Stiftsdekan) ist eine Dignität einer Stiftskirche.

## Amt und Aufgaben
Der Stiftsdechant ist ein „hoher geistlicher Würdenträger im Kapitel eines Stifts mit Leitungsfunktion va. nach innen; vielfach Stellvertreter des Stiftspropstes“ Das Wort Dechant oder Dekan leitet sich von lateinisch decem für zehn ab. Schon in frühen Zeiten wurden größere Klöster mit vielen Mönchen in Zehnergruppen eingeteilt. Jemand, der als Leiter dieser Zehnergruppe bestimmt wurde, war also der Decanus und die Gruppe wurde als Decania (Dekanei) bezeichnet. Von dieser Bezeichnung leiten sich für Domstifte die Domdechanten und für Kollegiatstifte die Stiftsdechanten ab, denen die Aufsicht über die Dom- oder Chorherren obliegt.
Beim Augustinerchorherrenstift in Dietramszell war der Stiftsdechant (lateinisch dacanus) ein ständiger Vertreter des Propstes. Er war insbesondere für die Disziplin und Ordnung im Kloster zuständig. Zu seinen Aufgaben gehörte neben der Inspektion der Klosterzellen auch die Aufbewahrung des Konventsiegels. In diesem Stift wurde der Dechant vom Kapitel gewählt und nicht direkt vom Propst ernannt. Die Amtszeit war zeitlich zwar begrenzt, der Dechant konnte aber mehrmals wiedergewählt werden. Oftmals wurde er später selbst Propst, da das Amt des Dechants als eine Vorstufe zu diesem Amt angesehen wurde. Der Stiftsdechant ist nicht mit einem Dechanten (Dekan) als Leiter eines Dekanats zu verwechseln.

## Stiftsdechanten (Auswahl)
- Heinrich Urdemann (ca. 1420–1485) Dechant von St. Andreas zu Köln[4]
- Wolfgang Agricola 1536–1601, Stiftsdekan von St. Emmeram in Spalt[5]
- Degenhart Neuchinger († 22. Januar 1624), Pfarrer, Stiftsdekan der Fürstpropstei Berchtesgaden.[6]
- Raban Heistermann († 22. März 1668), seit 1635 Stiftsdechant des Kollegiatstifts St. Johann (Osnabrück)
- Johann Werner Schnatz (1660–1723), seit 1697 Stiftsdechant von St. Stephan und ab 1705 Weihbischof von Bamberg[7]
- Ludwig Wilhelm Theodor Gottfried Bichmann (1803–1875), Pfarrer, Stiftsdechant in Lich[8]
- Johann Georg Zimmer (1777–1853), Pfarrer, Stiftsdechant in Lich und Konsistorialrat.